# La Mort de Superman (film, 2018)
Cet article concerne le film d'animation. Pour le comics, voir La Mort de Superman.
Série DCAMU
Suicide Squad : Le Prix de l'enfer
(2018) Le Règne des Supermen
(2019)
Pour plus de détails, voir Fiche technique et Distribution.
La Mort de Superman (The Death of Superman) est un film d'animation américain réalisé par Jake Castorena et Sam Liu, sorti directement en vidéo en 2018, 33e film de la collection DC Universe Animated Original Movies.
Le film est une nouvelle adaptation de l'arc narratif du même nom publié par DC Comics, qui relate la bataille entre Superman et Doomsday, proposant cette fois une version plus fidèle que celle écrite pour le long-métrage Superman : Le Crépuscule d'un dieu (2007) de la même collection. Il fait également partie de la série DC Animated Movie Universe (DCAMU) basée sur la continuité The New 52.

## Synopsis
Les habitants de Métropolis mènent une vie tranquille, protégés par leur ange gardien, Superman, contre les crimes de l'Intergang (en) et les complots de Lex Luthor. En somme, un quotidien paisible dans lequel Superman / Clark Kent se demande s'il ne serait pas temps de révéler son identité secrète à Lois Lane et de faire évoluer leur relation.
Mais cette routine est perturbée lorsqu'un astéroïde tombe dans l'océan. Son occupant, Doomsday, marche en direction de Métropolis en tuant et détruisant tout sur son passage. La Ligue des justiciers l’affronte mais elle est rapidement mise KO. Devant une telle furie, seul Superman semble pouvoir représenter un espoir de survie.

## Fiche technique
- Titre original : The Death of Superman
- Titre français : La Mort de Superman
- Réalisation : Jake Castorena et Sam Liu
- Scénario : Peter Tomasi, d'après La Mort de Superman et les personnages de DC Comics
- Musique : Frederik Wiedmann
- Direction artistique du doublage original : Wes Gleason
- Montage : Christopher D. Lozinski
- Animation : Studio Mir
- Production : Sam Liu et Amy McKenna
  - Production déléguée : Sam Register et James Tucker
  - Coproduction : Alan Burnett
- Sociétés de production : Warner Bros. Animation et DC Entertainment
- Société de distribution : Warner Home Video
- Pays de production :  États-Unis
- Langue originale : anglais
- Format : couleur
- Genre : animation, super-héros
- Durée : 81 minutes
- Dates de sortie :
  - États-Unis : 24 juillet 2018 (VOD), 7 août 2018 (DVD/Blu-ray)
  - France : 8 août 2018 (VOD)[2], 22 août 2018 (DVD/Blu-ray)
- Classification : PG-13 (interdit -13 ans) aux États-Unis

 Sauf indication contraire, les informations mentionnées dans cette section peuvent être confirmées par la base de données cinématographiques IMDb,  présente dans la section « Liens externes ».

## Distribution

### Voix originales
- Jerry O'Connell : Superman / Clark Kent
- Rebecca Romijn : Lois Lane
- Rainn Wilson : Lex Luthor
- Rosario Dawson : Wonder Woman
- Nathan Fillion : Green Lantern / Hal Jordan
- Christopher Gorham : Flash
- Matt Lanter : Aquaman
- Shemar Moore : Cyborg
- Nyambi Nyambi (en) : Martian Manhunter
- Jason O'Mara : Batman
- Rocky Carroll : Silas Stone (en)
- Paul Eiding : Jonathan Kent
- Jennifer Hale : Martha Kent
- Jonathan Adams : Le Maire Booker
- Charles Halford (en) : Bibbo Bibbowski (en)
- Toks Olagundoye : Cat Grant
- Patrick Fabian : Hank Henshaw (en)
- Max Mittelman (en) : Jimmy Olsen
- Erica Luttrell : Mercy Graves (en)
- Rick Pasqualone (en) : Dan Turpin (en)
- Amanda Troop : Maggie Sawyer
- Cress Williams : Dr John Henry Irons

### Voix françaises
- Adrien Antoine : Superman / Clark Kent
- Véronique Augereau : Lois Lane
- Paul Borne : Lex Luthor
- Barbara Beretta : Wonder Woman
- Michel Vigné : Green Lantern / Hal Jordan
- Christophe Lemoine : Flash
- Cedric Dumond : Aquaman
- Daniel Njo Lobé : Cyborg
- Boris Rehlinger : Martian Manhunter
- Emmanuel Jacomy : Batman
- Thierry Desroses : Silas Stone
- Thierry Murzeau : Jonathan Kent
- Isabelle Leprince : Martha Kent
- Julien Kramer : Le Maire Booker
- Marc Perez : Bibbo Bibbowski
- Vanina Pradier : Cat Grant, Mercy Graves
- Jean-Philippe Puymartin : Hank Henshaw
- Alexandre Gillet : Jimmy Olsen
- Jean-Marc Charrier : Dan Turpin
- Sara Chambin : Maggie Sawyer
- Jean-François Vlérick : Dr John Henry Irons

Société de doublage VF : Deluxe, adaptation VF : Michel Berdah, direction artistique VF : Charlotte Corréa
 Source : voix originales et françaises sur Latourdesheros.com.

## Accueil

### Promotion et sortie
Le film La Mort de Superman est présenté au Comic-Con de San Diego en Californie le 20 juillet 2018 avant la distribution en VOD le 24 juillet 2018. Les DVD/Blu-ray sortent le 7 août 2018.
En France, il est disponible en VOD le 8 août 2018, avant la sortie des DVD/Blu-ray le 22 août 2018.

### Accueil critique
Sur le site Rotten Tomatoes, le film obtient une note d'approbation de 92% sur la base de 13 critiques, avec une note moyenne de 7,40⁄10. En France, il reçoit la note moyenne de 6,6⁄10 sur SensCritique.

## Suite
Une suite intitulée Le Règne des Supermen sort en 2019,.